# Alianza para el Cambio y el Progreso

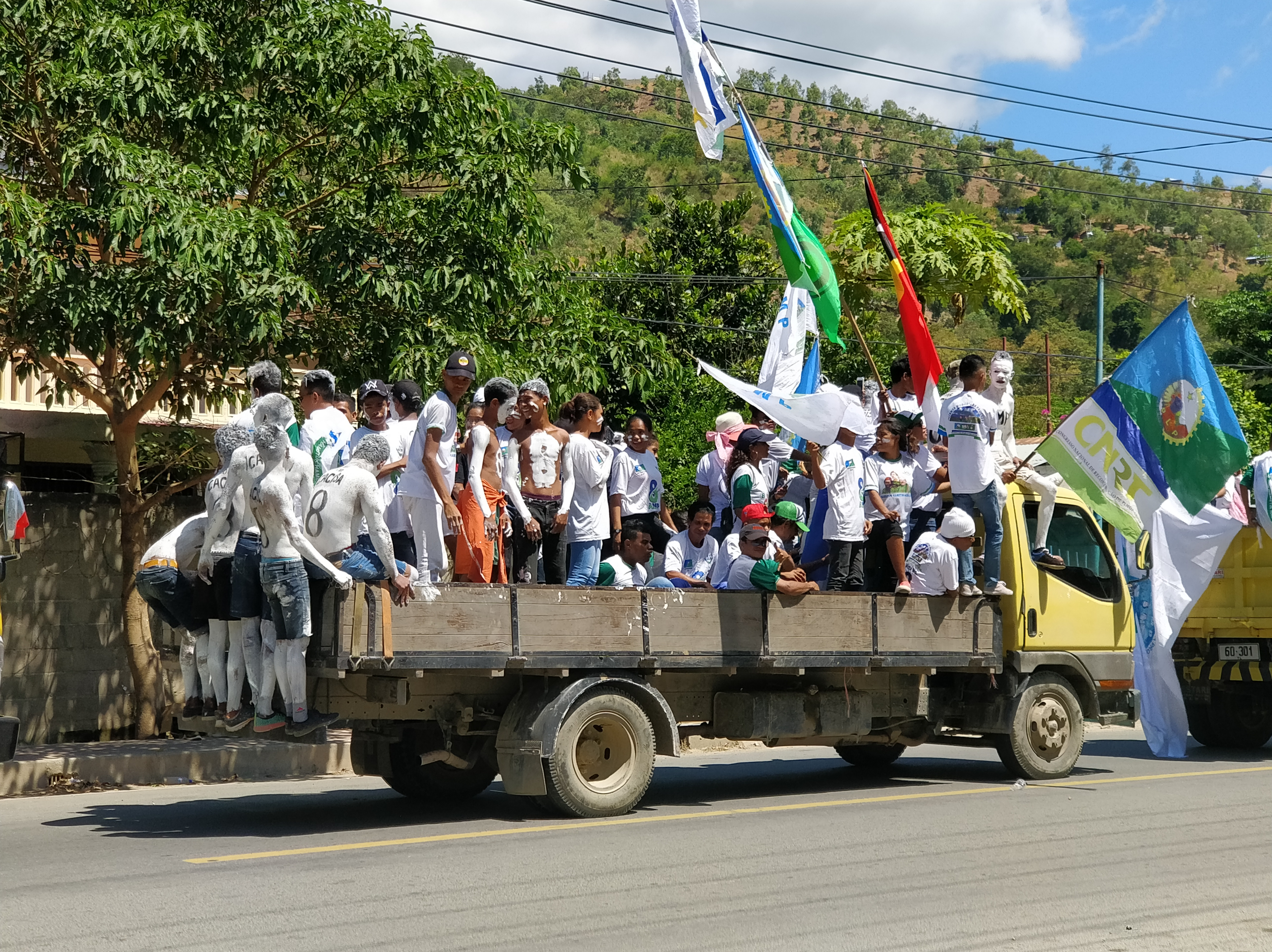
Partidarios de la AMP y el CNRT en Dili, Timor

La Alianza para el Cambio y el Progreso (en tetum: Aliansa Mudansa ba Progresu; en portugués: Aliança para Mudança e Progresso), abreviado como AMP, fue una coalición electoral tripartita de Timor Oriental que existió entre 2017 y 2020. Hasta el 1 de febrero de 2018 se denominó Alianza para la Mayoría Parlamentaria y estuvo formada por el Congreso Nacional para la Reconstrucción de Timor (CNRT), el Partido de Liberación Popular (PLP) y Kmanek Haburas Unidade Nasional Timor Oan (KHUNTO). El lema de la coalición era "Hametuk Hametin Nasaun" (del tetum: «Fortaleciendo Juntos la Nación»). Gobernó el país entre 2018 y 2020, con Taur Matan Ruak como primer ministro.

## Historia
En las elecciones parlamentarias de 2017, el Fretilin emergió como el partido más grande del Parlamento Nacional con 23 de los 65 escaños contra 22 del CNRT, 8 del PLP, 7 del Partido Democrático y 5 de KHUNTO. El Fretilin fracasó en formar una gran coalición con el CNRT, se alió con el PD y buscó reunir el apoyo de KHUNTO para formar un gobierno de coalición tripartito, pero KHUNTO se retiró del acuerdo antes de que se concretara. Finalmente, se formó un gobierno en minoría del bloque Fretilin-PD en septiembre.
El 6 de octubre, los 35 diputados del CNRT, PLP y KHUNTO enviaron una carta al presidente Francisco Guterres (elegido ese mismo año como candidato del Fretilin) declarando su voluntad de "ofrecer una solución alternativa para un gobierno" si el gobierno no logra que su programa sea aprobado por el Parlamento para garantizar "la paz, la estabilidad y el desarrollo". Guterres fue criticado por reconocer un gobierno minoritario en lugar de "buscar una solución que hubiera permitido un gobierno mayoritario". El Fretilin no logró crear un consenso entre los partidos para poder implementar el programa y el presupuesto estatal. El 8 de octubre, los tres partidos de la oposición declararon la creación del bloque "Alianza de Oposición de la Mayoría Parlamentaria" (tetum: Aliansa Opozisaun Maioria Parlamentar, AOMP), cooperación que pretendía controlar el trabajo del gobierno. El 12 de octubre, CNRT, PLP y KHUNTO firmaron oficialmente un acuerdo para formar la Alianza de la Mayoría Parlamentaria.
El 19 de octubre, el Parlamento de mayoría opositora rechazó el programa de gobierno presentado por Alkatiri. El gobierno ahora tenía que presentar un nuevo programa, pero esto no se produjo. En cambio, el 26 de enero de 2018, el presidente Guterres decidió disolver el Parlamento y convocar a elecciones anticipadas para mayo, menos de un año después de las anteriores.
El 1 de febrero, los tres partidos de la AMP resolvieron que constituirían una coalición electoral para disputar juntos la elección, configurando la Alianza para el Cambio y el Progreso. En una declaración de intenciones, se acordó disputar las elecciones con una lista conjunta y formar una coalición después de las elecciones e invitó a todas las fuerzas opositoras que desearan hacerlo a colaborar con la AMP.
Las elecciones tuvieron lugar el 12 de mayo y la AMP obtuvo un amplio triunfo con el 49,58% de los votos y 34 de los 65 escaños, la primera mayoría absoluta para una sola fuerza política desde 2001. El líder del PLP, Taur Matan Ruak, prestó juramento como primer ministro al frente de un gobierno de coalición de los tres partidos el 22 de junio de 2018. Sin embargo, el gobierno entró en conflicto con el presidente Guterres y el Fretilin fue acusado de explotar las divisiones en la coalición para intentar desbaratarla. El presidente se negó a prestar juramento a los ministros del gobierno pertenecientes al CNRT, lo estancamiento que se prolongó durante meses.
A finales de 2019, los parlamentarios del CNRT culparon al primer ministro Taur Matan Ruak por el hecho de que la mayoría de los ministros del CNRT seguían fuera de sus cargos. El lento avance del proyecto Tasi Mane también provocó una disputa entre el PLP y el CNRT. El 17 de enero de 2020, la propuesta del gobierno para el presupuesto de 2020 volvió a fracasar en el parlamento. Sólo los 13 diputados (los del PLP y KHUNTO) votaron a favor del proyecto. Quince diputados de la oposición votaron en contra, mientras que los diputados de la coalición CNRT y el resto de la oposición se abstuvieron. Taur Matan Ruak declaró entonces el fin del AMP. Sin embargo, el presidente Guterres renunció a su derecho a disolver el parlamento y convocar nuevas elecciones. En cambio, puso a Taur Matan Ruak a cargo de la continuidad del gobierno, esta vez con el apoyo del Fretilin.

## Resultados electorales
| Año  | Votos   | %                | Escaños | Resultado |
| ---- | ------- | ---------------- | ------- | --------- |
| 2018 | 309.663 | \| \| 49.58 % \| | 34/65   | Gobierno  |
|      | 49.58 % |                  |         |           |